# Обухово (Ульяновський район)
Обухово (рос. Обухово) — присілок в Ульяновському районі Калузької області Російської Федерації.
Населення становить 75 осіб. Входить до складу муніципального утворення Село Ульяново.

## Історія
Від 2004 року входить до складу муніципального утворення Село Ульяново

## Населення
| 2002 | 2010 |
| ---- | ---- |
| 91   | ↘75  |